# بنك سنده
بنك سنده المحدود (بالأردوية:  سندھ بینک لمیٹڈ)‏ هو بنك باكستاني مجدول مقره في كراتشي . لديها أكثر من 331 فرعًا في 169 مدينة. تم إنشاؤه كبنك مملوك للدولة ، ويقدم قروض التمويل متناهي الصغر والخدمات المصرفية الأخرى.

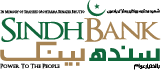
بنك سنده المحدود

## تاريخ البنك
تأسس بنك السند المحدود في 29 أكتوبر 2010 برأس مال أولي قدره 10 مليار روبية هندية، اكتتبت فيه حكومة السند بالكامل. 
بدأ البنك أعماله المصرفية على نطاق واسع في أبريل 2011، وأنشأ 331 فرعًا عبر الإنترنت منتشرة في 169 بلدة ومدينة في باكستان. ومن بين هذه الفروع، هناك 14 فرعًا مخصصًا للخدمات المصرفية الإسلامية.[بحاجة لمصدر]
أطلق بنك سنده موقعه الإلكتروني الجديد في 1 يونيو 2020. 

## أنظر أيضاً
- قائمة البنوك في باكستان